# Аллах-Юнь (река)
Алла́х-Юнь (якут. Ааллаах-Үүн) — река в Якутии и Хабаровском крае, правый приток Алдана.
Длина реки — 586 км, площадь водосборного бассейна — 24 200 км². Вытекает из озера Ампарынджа в горах к юго-востоку от Верхоянского хребта на границе Хабаровского края и Якутии, далее Аллах-Юнь течёт по северо-западной окраине Юдомо-Майского нагорья, образуя глубокую и узкую долину, в низовье выходит на равнину, где течение реки приобретает спокойный характер. Высота истока — 1074 м над уровнем моря. Высота устья — 146 м над уровнем моря.
Питание снеговое и дождевое. Весной уровень воды поднимается на 3—5 м. Продолжительность ледостава около 200 дней. Среднегодовой расход воды — 169 м³/с.
Главные притоки: Анча (левый) и Сахара (правый).
В бассейне реки — золотоносные россыпи. Населённые пункты (сверху вниз) — Аллах-Юнь, Звёздочка, Солнечный, Усть-Ыныкчан.